# 丹尼爾·達·莫塔
丹尼爾·達·莫塔（1988年9月11日—）是一位葡萄牙裔盧森堡足球運動員。在場上的位置是前鋒。他現在效力於盧森堡國家足球超級聯賽球隊迪德朗日足球俱樂部。他也代表盧森堡國家足球隊參賽。